# 若狭高浜駅
若狭高浜駅（わかさたかはまえき）は、福井県大飯郡高浜町宮崎にある、西日本旅客鉄道（JR西日本）小浜線の駅である。高浜町の代表駅である。

## 歴史

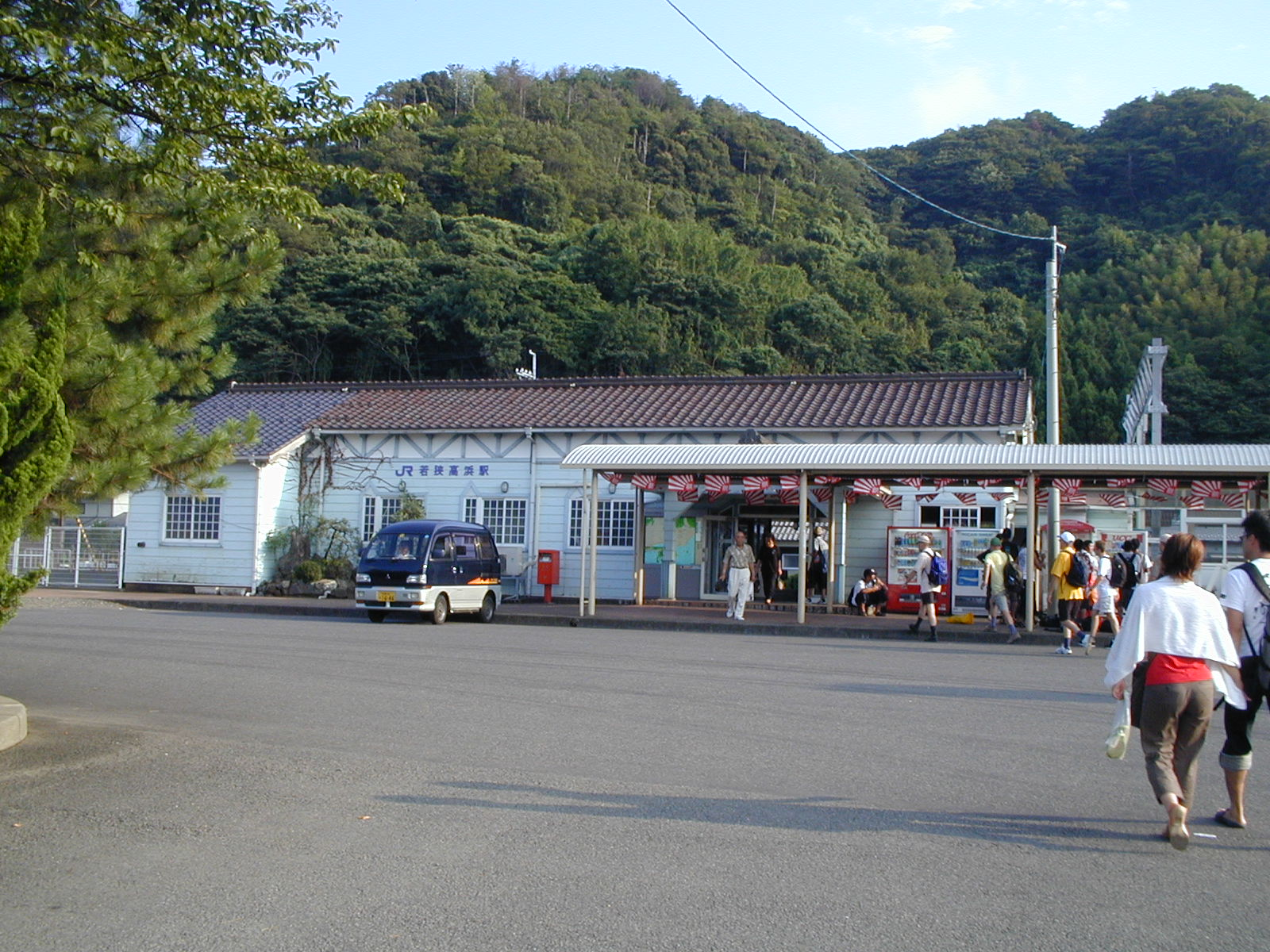
旧駅舎（2002年8月）

- 1921年（大正10年）4月3日：小浜線が小浜駅から延伸した際の終着駅として開業[1][2][3]。旅客および貨物の取扱を開始[4]。
- 1922年（大正11年）12月20日：小浜線が東舞鶴駅まで延伸[1]。途中駅となる。
- 1968年（昭和43年）10月5日：昭和天皇、香淳皇后が第23回国民体育大会に合わせて県内を行幸啓。若狭高浜駅発、豊岡駅行きのお召し列車が運転[5]。
- 1973年（昭和48年）3月15日：貨物の取扱を廃止[4]。
- 1984年（昭和59年）2月1日：荷物扱い廃止[4]。
- 1987年（昭和62年）4月1日：国鉄分割民営化により、西日本旅客鉄道の駅となる[6][4]。
- 2007年（平成19年）4月1日：複合施設「まちの駅ぷらっとHome高浜」との共同駅舎に改築[3][7]。
- 2025年（令和7年）3月9日：みどりの窓口の営業を終了[8]。
- 時期未定：簡易委託を解除し、無人化（予定）[9]。

## 駅構造
単式ホーム1面1線と島式ホーム1面2線、合計2面3線のホームを有する地上駅。北側の駅舎側に小浜方面のホームがあり、互いのホームは跨線橋で連絡している。なお、駅舎は2007年（平成19年）4月に2階建ての複合施設として改築され、「ぷらっとHome高浜」の愛称を持つ。
金沢支社が管理し、自治体が窓口業務を受託する簡易委託駅。簡易委託駅ではあるがみどりの窓口が設置されていた。みどりの窓口は2025年（令和7年）3月9日に営業を終了し、以降は指定席券類の販売は行わない。なお、窓口営業時間中、当駅に到着するワンマン列車はすべてのドアが開く。

### のりば
| のりば | 路線    | 方向 | 行先           |
| ------ | ------- | ---- | -------------- |
| 1      | ■小浜線 | 下り | 小浜・敦賀方面 |
| 2・3   | ■小浜線 | 上り | 東舞鶴方面     |

付記事項
- 3番のりばのみ上下両方向からの入線・出発に対応するが、2018年3月改正時点では当駅での待避列車や始発列車の設定はなく、線路保守を兼ねて一部の上り定期列車が入線するのみとなっている。なお、毎年8月に実施される「若狭おおいのスーパー大火勢」の開催日は当駅始発の列車が設定される[13]。
- かつて運行された「わかさ」などの急行列車は当駅に停車し、多客期は「エメラルド」（名古屋発着）・「マリンわかさ」[注釈 1]・「マリンたかはま」・「味めぐりわかさ」などの臨時急行[注釈 2]が設定され、一部は当駅を始終着としていた[注釈 3]。急行「わかさ」の廃止後は、小浜まで延長運転を行った特急「まいづる」が当駅に停車していた。

## 利用状況
平日の主な利用者は学生であるが、海水浴シーズンには海水浴客が利用する。JR西日本の移動等円滑化取組報告書によると、2023年（令和5年）度の1日平均乗降人員は462人である。
「福井県統計年鑑」によれば、近年の1日平均乗車人員は以下の通り。
| 年度               | 定期外 | 定期  | 総数  |
| ------------------ | ------ | ----- | ----- |
| 1921年（大正10年） |        |       | 304   |
| 1922年（大正11年） |        |       | 256   |
| 1923年（大正12年） |        |       | 398   |
| 1924年（大正13年） |        |       | 333   |
| 1925年（大正14年） |        |       | 391   |
| 1926年（昭和元年） |        |       | 382   |
| 1927年（昭和02年） |        |       | 375   |
| 1928年（昭和03年） |        |       | 388   |
| 1929年（昭和04年） |        |       | 406   |
| 1930年（昭和05年） |        |       | 365   |
| 1931年（昭和06年） |        |       | 342   |
| 1932年（昭和07年） |        |       | 342   |
| 1933年（昭和08年） |        |       | 347   |
| 1934年（昭和09年） |        |       | 332   |
| 1935年（昭和10年） |        |       | 301   |
| 1936年（昭和11年） |        |       | 330   |
| 1937年（昭和12年） |        |       | 414   |
| 1938年（昭和13年） |        |       |       |
| 1939年（昭和14年） |        |       |       |
| 1940年（昭和15年） |        |       |       |
| 1941年（昭和16年） |        |       |       |
| 1942年（昭和17年） |        |       |       |
| 1943年（昭和18年） |        |       |       |
| 1944年（昭和19年） |        |       |       |
| 1945年（昭和20年） |        |       |       |
| 1946年（昭和21年） |        |       |       |
| 1947年（昭和22年） |        |       |       |
| 1948年（昭和23年） |        |       | 1,016 |
| 1949年（昭和24年） |        |       |       |
| 1950年（昭和25年） |        |       |       |
| 1951年（昭和26年） |        |       |       |
| 1952年（昭和27年） |        |       | 1,100 |
| 1953年（昭和28年） |        |       | 1,003 |
| 1954年（昭和29年） |        |       | 1,084 |
| 1955年（昭和30年） |        |       | 1,162 |
| 1956年（昭和31年） |        |       | 1,262 |
| 1957年（昭和32年） |        |       | 1,272 |
| 1958年（昭和33年） |        |       | 1,398 |
| 1959年（昭和34年） |        |       | 1,376 |
| 1960年（昭和35年） |        |       | 1,502 |
| 1961年（昭和36年） |        |       | 1,557 |
| 1962年（昭和37年） |        |       | 1,613 |
| 1963年（昭和38年） |        |       | 1,622 |
| 1964年（昭和39年） |        |       | 1,633 |
| 1965年（昭和40年） |        |       | 1,677 |
| 1966年（昭和41年） |        |       | 1,762 |
| 1967年（昭和42年） | 563    | 1,086 | 1,649 |
| 1968年（昭和43年） | 547    | 1,032 | 1,579 |
| 1969年（昭和44年） | 534    | 939   | 1,473 |
| 1970年（昭和45年） | 536    | 924   | 1,460 |
| 1971年（昭和46年） | 547    | 821   | 1,368 |
| 1972年（昭和47年） | 531    | 835   | 1,366 |
| 1973年（昭和48年） | 837    | 805   | 1,642 |
| 1974年（昭和49年） | 836    | 788   | 1,624 |
| 1975年（昭和50年） | 777    | 751   | 1,528 |
| 1976年（昭和51年） | 750    | 696   | 1,446 |
| 1977年（昭和52年） | 502    | 725   | 1,227 |
| 1978年（昭和53年） | 457    | 501   | 958   |
| 1979年（昭和54年） | 439    | 459   | 898   |
| 1980年（昭和55年） | 637    | 577   | 1,214 |
| 1981年（昭和56年） | 424    | 553   | 977   |
| 1982年（昭和57年） | 660    | 884   | 1,544 |
| 1983年（昭和58年） | 631    | 868   | 1,499 |
| 1984年（昭和59年） | 599    | 657   | 1,256 |
| 1985年（昭和60年） | 402    | 357   | 759   |
| 1986年（昭和61年） | 449    | 481   | 930   |
| 1987年（昭和62年） | 307    | 418   | 725   |
| 1988年（昭和63年） | 298    | 440   | 738   |
| 1989年（平成元年） | 296    | 448   | 744   |
| 1990年（平成02年） | 312    | 452   | 764   |
| 1991年（平成03年） | 269    | 456   | 725   |
| 1992年（平成04年） | 252    | 421   | 673   |
| 1993年（平成05年） | 244    | 399   | 643   |
| 1994年（平成06年） | 250    | 369   | 619   |
| 1995年（平成07年） | 235    | 357   | 592   |
| 1996年（平成08年） | 212    | 355   | 567   |
| 1997年（平成09年） | 200    | 358   | 558   |
| 1998年（平成10年） | 188    | 342   | 529   |
| 1999年（平成11年） | 174    | 325   | 499   |
| 2000年（平成12年） | 160    | 254   | 414   |
| 2001年（平成13年） | 156    | 245   | 401   |
| 2002年（平成14年） | 162    | 243   | 405   |
| 2003年（平成15年） | 146    | 290   | 436   |
| 2004年（平成16年） | 128    | 290   | 418   |
| 2005年（平成17年） | 116    | 276   | 392   |
| 2006年（平成18年） | 114    | 275   | 389   |
| 2007年（平成19年） | 115    | 266   | 381   |
| 2008年（平成20年） | 112    | 267   | 379   |
| 2009年（平成21年） | 110    | 248   | 358   |
| 2010年（平成22年） | 109    | 265   | 373   |
| 2011年（平成23年） | 100    | 263   | 363   |
| 2012年（平成24年） | 94     | 259   | 353   |
| 2013年（平成25年） | 89     | 247   | 336   |
| 2014年（平成26年） | 92     | 231   | 324   |
| 2015年（平成27年） | 99     | 240   | 339   |
| 2016年（平成28年） | 94     | 231   | 325   |
| 2017年（平成29年） | 94     | 232   | 325   |
| 2018年（平成30年） | 97     | 229   | 326   |
| 2019年（令和元年） | 84     | 236   | 320   |

## 駅周辺

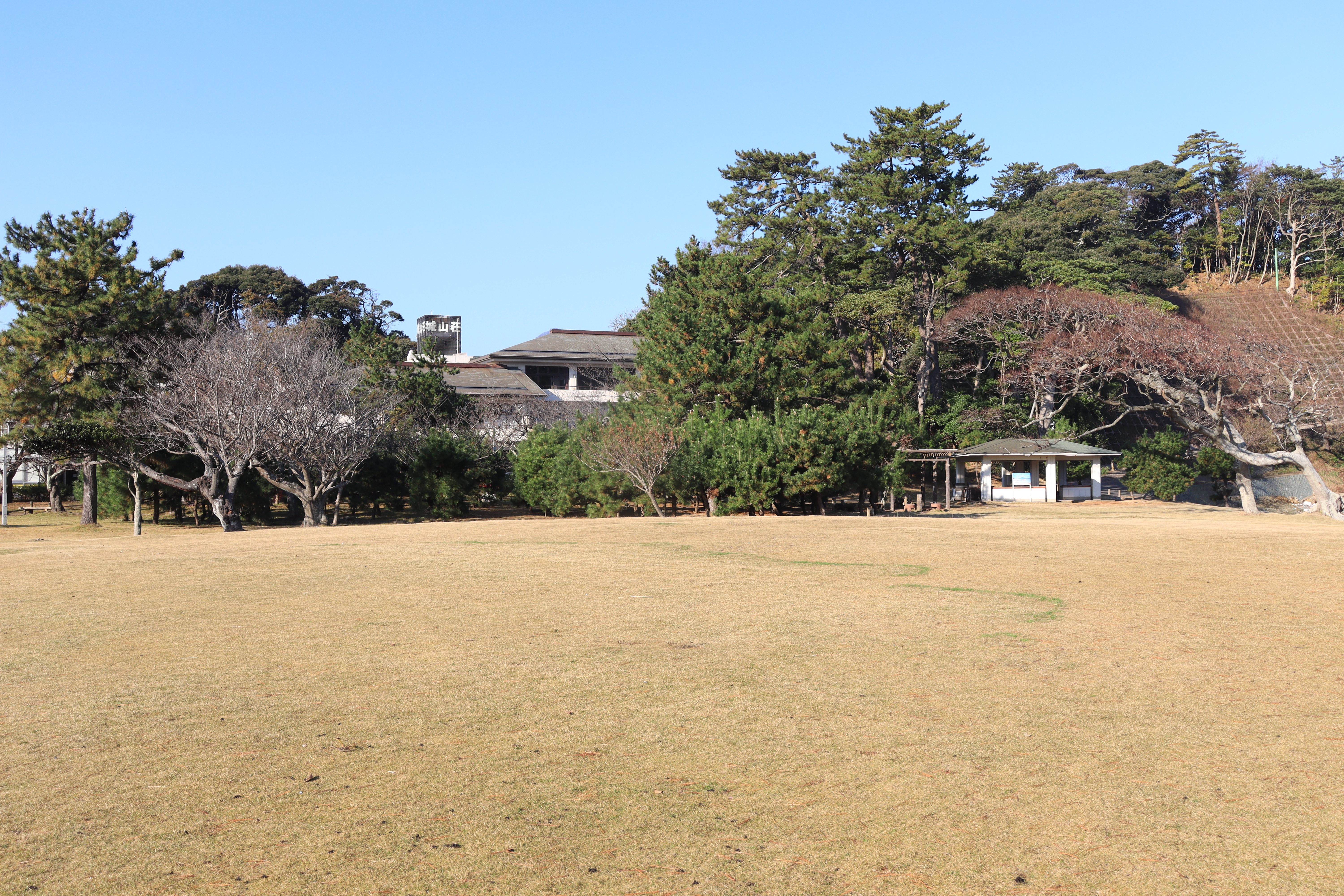
城山公園

駅から少し離れた北側を国道27号が通り、駅前から福井県道236号高浜港高浜停車場線が延びる。町役場・交番・消防署分署・総合病院はこちら側に集約されており、商店や民宿などの宿泊施設が点在する。海水浴場は駅北側・駅西側・駅東側に1ヵ所ずつ設けられている。
駅南側の山に沿って小規模な住宅街がある。この住宅街の西側には体育館・野球場・郷土資料館・文化会館・図書館がある。
- 高浜町役場
- 地域医療機能推進機構若狭高浜病院
- 若狭消防組合若狭消防署高浜分署
- 小浜警察署高浜交番
- 高浜町文化会館
- 高浜町中央図書館
- 高浜町漁村文化伝承館
- 高浜町郷土資料館
- 高浜町中央体育館
- 高浜中央球場野球場
- 城山公園
  - 明鏡洞
  - 高浜城山灯台
  - 城山海水浴場
- 若宮海水浴場
- 鳥居浜海水浴場
- 若狭高浜海釣り公園
- 望郷の石とあかり[16] - 石川県羽咋郡志賀町[注釈 4]から移設した、石と木造灯台のレプリカ。
- 高浜漁港
- 高浜城址
- 高浜市場きなーれ[17] - 駅に隣接する直売所
- 高浜交通 - タクシー営業所
- 高浜町立高浜小学校
- 高浜町立高浜中学校
- 国道27号
- 福井県道236号高浜港高浜停車場線
- 福井県道237号畑若狭和田停車場線
- ホテルルートイン大飯高浜

## バス路線
駅前ロータリー内に「高浜駅前」停留所があり、京都交通の高浜線（高浜駅前 - 東舞鶴駅前）が発着する。

## 隣の駅
西日本旅客鉄道（JR西日本）
■小浜線
若狭和田駅 - 若狭高浜駅 - 三松駅